# تشارلز ديويت
تشارلز ديويت هو سياسي أمريكي، ولد في 1727 في كينغستون في الولايات المتحدة، وتوفي بنفس المكان في 1787. انتخب عضو جمعية ولاية نيويورك ‏.